# هنري هيد
كان السير هنري هيد، زميل الجمعية الملكية، (4 أغسطس 1861-8 أكتوبر 1940) طبيب أعصاب إنجليزي قدّم عملًا رائدًا في ما يخص الجهاز الحسي الجسدي والأعصاب الحسية. طبّق هيد معظم عمله على نفسه، بالتعاون مع الطبيب النفسي دبليو. إتش. آر. ريفيرز، عن طريق قطع وإعادة توصيل الأعصاب الحسية وتحديد كيفية عودة الإحساس بمرور الوقت. يعود تسمية متلازمة هيد-هولمز ومتلازمة هيد-ريدوك إلى اسمه.

## سيرة شخصية

### مهنة طبية
صرّح هيد ذات مرة أنه لا يستطيع تذكر وقت في حياته لم يكن يرغب فيه في ممارسة مهنة الطب. كان يعتقد في كثير من الأحيان أن حلمه بأن يصبح طبيبًا بدأ لأول مرة في سن الثامنة عندما كانت عائلته مصابة بوباء الحمى القرمزية. تذكر أيضًا اصطحابه لقضاء بضعة أيام مع طبيب الأسرة، السيد بريت، وأنه أذهل عائلته في صباح أحد الأيام على الإفطار بتكرار الإجراء الذي اتبعه الطبيب أثناء مرضه، فسكب القليل من الشاي على ملعقة صغيرة، وسخّنها فوق مصباح زيت وفحص النتيجة بعناية، وفحص الشاي بحثًا عن الألبومين كما فعل السيد بريت مع بوله.
غادر هيد كامبريدج بدرجة أولى في جزأي تريبوس العلوم الطبيعية، وقرر السفر إلى الخارج مرة أخرى لتفقد المختبرات في ألمانيا. قرر بعدها السفر إلى براغ لزيارة إيفال هيرينغ بسبب عدم رضاه عن بعض المختبرات التي زارها في ألمانيا. تأثر هيد على الفور بهيرينغ والمرافق الطبية في براغ، وبدا أن الشعور كان متبادلًا بالفعل، إذ دعا هيرينغ هيد للبقاء معه حينها. عمل هيد في براغ في فسيولوجيا التنفس، وأعطي تقديرًا لأبحاثه الخاصة في رؤية الألوان. عمل لاحقًا على نقل ما تعلمه عن الرؤية إلى صديقه وزميله دبليو. إتش. آر. ريفيرز الذي أصبح بارزًا في هذا المجال من بين آخرين.
بقي هيد في براغ لمدة عامين وسّع خلالهما من معرفته واهتماماته قبل العودة إلى كامبريدج لإكمال دورات في علم التشريح، وعلم وظائف الأعضاء، والانضمام إلى مستشفى الكلية الجامعية في لندن، حيث كان من المقرر أن يتأهل كطبيب في عام 1890. كان هيد طبيبًا منزليًا هناك، بينما كان يعمل أيضًا تحت إشراف الدكتور توماس بازارد في المستشفى الوطني في ساحة الملكة بلندن. كانت تجاربه السابقة في براغ قد خلقت اهتمامًا في فسيولوجيا التنفس، واجتُذِب لاحقًا إلى مستشفى فيكتوريا لأمراض الصدر حيث أصبح طبيبًا منزليًا.
أثارت أمراض الجهاز التنفسي اهتمامه، ولكنه كان واضحًا حتى في كتاباته المبكرة أن حماسته المتطورة كانت متوجهة نحو علم الأعصاب. استندت أطروحته في كلية الطب بجامعة كامبريدج، حول اضطرابات الإحساس مع الإشارة بشكل خاص إلى آلام المرض الحشوي، إلى المرضى الذين راقبهم، ونُشِرت لاحقًا في كتابه بعنوان الدماغ (هيد، 1893). بدأت الأطروحة بقوله: «دُفِعتُ منذ عدة سنوات إلى فحص الحالات التي يشغلها الألم في اضطرابات المعدة؛ وسرعان ما توصلت إلى استنتاج مفاده أن الوصف المعتاد لم يكن مكتملًا من عدة نواحٍ. بدأت بعدها في التحقيق في انتشار الهربس النطاقي على أمل أن الآفة الجلدية، التي تشتهر بأصلها العصبي، قد تلقي بعض الضوء على معنى وأهمية مناطق الألم في المرض الحشوي. حاولت بعد ذلك تحديد مستوى الجهاز العصبي الذي تنتمي إليه هذه المناطق بمساعدة الحالات التي كانت فيها الآفات العضوية الجسيمة موجودة. فتح هذا مسألة الإحساس برمتها، بأشكاله المختلفة، ولكن في هذه الورقة البحثية لن أفعل أكثر من التطرق إلى العلاقات بين انتشار الأحاسيس من الألم والحرارة والبرد واللمس». كان لهذا العمل المبكر حول الإحساس لاحقًا أن يشكل الأساس لواحدة من أكثر دراساته الرائدة بعنوان «تجربة بشرية في قسم الأعصاب».
لم تقتصر اهتمامات هيد على مجال دراسي واحد فقط في حين أن اهتماماته الرئيسية واضحة. نجد لاحقًا أن هيد يغطي مجالًا واسعًا من الطب في ورقته البحثية الثانية حول موضوع الألم الناتج عن الأمراض الحشوية (هيد، 1894)، والتي استندت مرة أخرى على أدلة من المستشفيات التي كان يعمل بها، والتي أولى فيها اهتمامًا كبيرًا لأمراض القلب والرئتين. كان طبيبًا عامًا متخصصًا في علم وظائف الأعضاء، ومدفوعًا بالخبرة في الاهتمام بالألم، والتي دفعته لاحقًا إلى إيجاد أساس عصبي للإحساس بشكل عام. كان هيد طبيبًا عامًا منذ بداية حياته المهنية حتى نهايتها، وذلك على الرغم من تباين اهتماماته الأكاديمية وتطورها.

### هنري وروث
تزوج هنري هيد وماري روث مايهيو (1866-1939)، ابنة السيد إيه. إل. مايهيو من كلية وادهام بأكسفورد، في عام 1904، بعد سبع سنوات من لقائهما.
كانا زوجين متطابقين بشكل رائع، وحريصين بلا شك. بذل هنري قصارى جهده ليكون متساويًا مع زوجته، فأحد الأمثلة البارزة على ذلك حدث في عام 1911 عندما أحبطه عدم قدرته وزوجته على التحدث بالفرنسية، فذهب إلى فرنسا لعدة أسابيع لإصلاح ذلك. اهتمت هي أيضًا بكل ما يفعله، فكتب جوردون هولمز: «لقد شاركت اهتماماته، وأثارت حماسه، وانتقدت كتاباته وأعفته من كثير من هموم الحياة الصغيرة».
كان هنري كاتبًا متحمسًا، إذ اشترك هو زوجته بذلك في أرضية مشتركة. كانت روث أيضًا مؤلفة للعديد من الكتب، بما في ذلك روايتان («التعويض» و«تاريخ الأشياء الراحلة»)، ومجموعة من أعمال توماس هاردي (مع مقدمة كتبها زوجها) وترجمة لكتاب «دير كلاين تود» (الموت الصغير) للكاتبة الألمانية إيرين فوربس موس. نشرت روث معظم كتبها باسم السيدة هنري هيد. كانت معظم قصائد هيد مخصصة لزوجته، فكانت قصيدته بعنوان «مدمرات وأبيات أخرى» مكتوبة «لها تلك التي من دون لمساتها لكانت الأوتار صامتة».
كان الزوجان قريبين من بعضهما، ولكن العمل كان يفصلهم عن بعضهما البعض لفترات طويلة غالبًا، خاصة في فترة بداية علاقتهما عندما لم يتمكنا من رؤية بعضهما البعض كثيرًا. كانت روث مساعدة المديرة في مدرسة أكسفورد الثانوية، وأصبحت فيما بعد مديرة في برايتون، أما هيد فأبقته مسيرته الطبية في لندن. وجد الزوجان صعوبة بعد زواجهما في قضاء بعض الوقت معًا، فقضى هيد معظم عطلات نهاية الأسبوع منذ عام 1903 حتى عام 1907 في كامبريدج منشغلًا في التجارب مع ريفيرز. بدأ الزوجان في كتابة يوميات مشتركة وكناشة للتعامل مع فترات الانفصال الطويلة. امتلك كل منهما مجلدًا، كانا يتبادلونه من وقت لآخر حتى يتمكنا من التعليق على تجارب بعضهما البعض وأفكارهما وقراءتها.
كانت خيبة الأمل الوحيدة في زواجهما هي أنه ظل بلا أطفال. عشق هيد الأطفال كما هو ظاهر في قصائده، وذلك بالإضافة إلى شعره الذي يمثل نظرة ثاقبة لرغبته الكبيرة في أن يكون أبًا. يتكلم هيد مثلًا في قصيدته بعنوان «منذ زمن طويل كنت أصلي» من منظور امرأة تتوق إلى «فرحة الأمومة الشرسة»، ويقدم نظرة متعاطفة لمحنتها. يقال أيضًا إن قصائد هيد الشخصية العميقة تشير إلى أن روث كانت حاملًا في مرحلة ما (وربما أكثر من مرة)، وربما استمر حملها حتى الولادة.
كان واضحًا أن الطبيعة لم تكن عادلة معهم على أي حال، ولكن روث ظلت متفائلة، مشيرة إلى أن الدور الذي لعبه في حياتها قد عوّضها أكثر. كانت روث رفيقته الدائمة خلال المرض الذي دمره ببطء وبقسوة. كتب هولمز: «في سنواته الأخيرة، ساعدته نظرتها الفلسفية، وفرحها في الحياة، وتشجيعها على تحمل مرض كان سيصبح، لولا ذلك، مصيرًا لا يُطاق لأحد يملك عقله وجسده النشيطين». ماتت روث قبل عام تقريبًا من وفاة زوجها.

## روابط خارجية
- أعمال أو نبذة عن هنري هيد على أرشيف الإنترنت